# میرکو جیاکوبه
میرکو جیاکوبه (انگلیسی: Mirko Giacobbe؛ زادهٔ ۲۶ ژوئیهٔ ۱۹۹۲) بازیکن فوتبال اهل ایتالیا است.